# Mon Grand Plaisir
Mon Grand Plaisir est un centre commercial français situé dans la commune de Plaisir, dans le département des Yvelines. Il a été inauguré en 2020 par la Compagnie de Phalsbourg, qui est aussi à l'origine du centre commercial Alpha Park dans la commune voisine des Clayes-sous-Bois.
En 2001, Vastned, un promoteur néerlandais, rachète le centre commercial des Sablons dans le but de le réhabiliter et de l'agrandir de près de 9 000 m2. Une Fnac de 3 500 m2 et un H&M devaient normalement s’implanter. Le nouveau centre devait ouvrir en 2011. 
En 2012, Vastned vend pour douze millions d'euros le projet à la Compagnie de Phalsbourg.
En 2013, le nouveau projet est présenté sous le nom de Open Sky Plaisir. En 2017, les travaux commencent pour détruire totalement l'ancien centre commercial des Sablons. Le premier Primark des Yvelines est annoncé ainsi que trente autres boutiques, dix restaurants et un cinéma UGC. 
En 2020, Open Sky est renommé Mon Grand Plaisir. Il est inauguré en 2020, avec près de quatre mois de retard. 
Après deux ans de travaux et près de 150 millions d'euros d’investissement, l’ancien centre commercial des Sablons a laissé place à 39 000 m2 de commerces et de loisirs imaginés par l’architecte italien Gianni Ranaulo. Les principales locomotives sont des enseignes Primark, H&M et Zara. Un cinéma UGC de 1000 places est inauguré en 2021. 